# Lysin
Lysine (viết tắt là Lys hoặc K) là một α-amino acid với công thức hóa học HOOCCH(NH2)(CH2)4NH2. Nó là một amino acid thiết yếu, nghĩa là cơ thể không thể tự tổng hợp được. Codon của lysine là AAA và AAG.
Lysine là một base giống như arginine và histidine. Nhóm ε-amino đóng vai trò liên kiết với H+. (Nhóm ε-amino là nhóm amino gắn với nguyên tử carbon thứ 5 tính từ nguyên tử carbon gắn với nhóm carboxyl C=OOH là α-carbon).)
Sự sửa đổi sau dịch mã liên quan đến lysine gồm sự methyl hóa nhóm ε-amino, tạo nên methyl-, dimethyl-, và trimethyllysine, trong đó chất thứ ba được tạo nên ở calmodulin, ngoài ra còn có sự acetyl hóa và ubiquitin hóa. Collagen chứa hydroxylysine, chất được tạo nên từ lysine nhờ enzym lysyl hydroxylase. Sự O-glycosyl hóa hydroxylysine xảy ra tại lưới nội chất hoặc bộ golgi được dùng để đánh dấu các protein được bài xuất ra khỏi tế bào.

## Sinh tổng hợp
Do là một amino acid thiết yếu, lysine không được tổng hợp trong cơ thể động vật mà phải lấy từ thức ăn chứa lysine. Ở thực vật và vi sinh vật nó được tổng hợp từ axit aspartic (aspartate):
- L-aspartate được biến đổi thành L-aspartyl-4-phosphate nhờ aspartokinase (hay aspartate kinase). Phản ứng này cần ATP.
- β-Aspartate semialdehyde dehydrogenase biến đổi tiếp thành β-aspartyl-4-semialdehyde (hay β-aspartate-4-semialdehyde). Phản ứng này cần NADPH.
- Dihydrodipicolinate synthase thêm một nhóm pyruvate vào β-aspartyl-4-semialdehyde và loại bỏ hai phân tử nước, tạo nên 2,3-dihydrodipicolinate (phản ứng đóng vòng)
- Sản phẩm trên bị khử thành 2,3,4,5-tetrahydrodipicolinate (hay Δ1-piperidine-2,6-dicarboxylate) nhờ dihydrodipicolinate reductase. Phản ứng này tiêu thụ một phân tử NADPH.
- Tetrahydrodipicolinate N-acetyltransferase mở vòng và tạo nên N-succinyl-L-2-amino-6-oxoheptanedionate (hay N-acyl-2-amino-6-oxopimelate). Phản ứng này sử dụng hai phân tử nước và một phân tử acyl-CoA (succinyl-CoA).
- N-succinyl-L-2-amino-6-oxoheptanedionate được biến đổi thành N-succinyl-LL-2,6-diaminoheptanedionate (N-acyl-2,6-diaminopimelate) nhờ sự xúc tác của enzym succinyl diaminopimelate aminotransferase. Phản ứng này cần một phân tử axit glutaric và sản phẩm phụ gồm một oxoacid.
- N-succinyl-LL-2,6-diaminoheptanedionate (N-acyl-2,6-diaminopimelate) được biến đổi thành LL-2,6-diaminoheptanedionate (L,L-2,6-diaminopimelate) nhờ diaminopimelate desuccinylase (acyldiaminopimelate deacylase). Phản ứng này dùng một phân tử nước và sản phẩm phụ là một phân tử succinate.
- LL-2,6-diaminoheptanedionate được biến đổi thành meso-2,6-diamino-heptanedionate (meso-2,6-diaminopimelate) nhờ diaminopimelate epimerase.
- Cuối cùng meso-2,6-diamino-heptanedionate được biến đổi thành L-lysine nhờ diaminopimelate decarboxylase.

Các enzym tham gia vào quá trình sinh tổng hợp trên gồm:
1. Aspartokinase
2. β-Aspartate semialdehyde dehydrogenase
3. Dihydropicolinate synthase
4. Δ1-Piperidine-2,6-dicarboxylate dehydrogenase
5. N-succinyl-2-amino-6ketopimelate synthase
6. Succinyl diaminopimelate aminotransferase
7. Succinyl diaminopimelate desuccinylase
8. Diaminopimelate epimerase
9. Diaminopimelate decarboxylase.

## Chuyển hóa
Lysine được chuyển hóa ở động vật có vú để tạo nên acetyl-CoA, đầu tiên phải trải qua phản ứng chuyển amin với α-cetoglutarate. Sự phân hủy lysine do vi khuẩn tạo nên cadaverine bằng phản ứng decarboxyl hóa.
Allysine là một đồng phân của lysine, được dùng trong phản ứng tổng hợp elastin và collagen. Nó được tổng hợp từ lysine nhờ enzyme lysyl oxidase ở chất nền ngoại bào và quan trọng trong việc tạo các cầu nối để làm bền vững collagen và elastin.

## Tổng hợp
Sự tổng hợp hỗn hợp racemic của lysine đã được biết từ lâu. Trong thực tế người ta có thể tổng hợp lysine từ caprolactam. Trong công nghiệp, L-lysine được sản xuất bởi sự lên men của Corynebacterium glutamicum, sản lượng hơn 600.000 tấn một năm.